# 쿠바나 항공 972편 추락 사고
2018년 5월 18일 쿠바나 항공 972편이 추락하는 사고가 발생하였다. 호세 마르티 국제공항에서 프랑 파이스 공항으로 가던 쿠바나 항공 972편 (CU972/CUB972)가 호세 마르티 공항을 이륙한 직후 추락했다. 기체는 폭발하여 불길에 휩싸였다. 추락 지점은 공항에서 약 10km 떨어진 곳으로, 아바나 시내에서 약 19km 떨어진 농장이었다. 승객과 승무원이 모두 숨졌다.